# 滾筒塗層

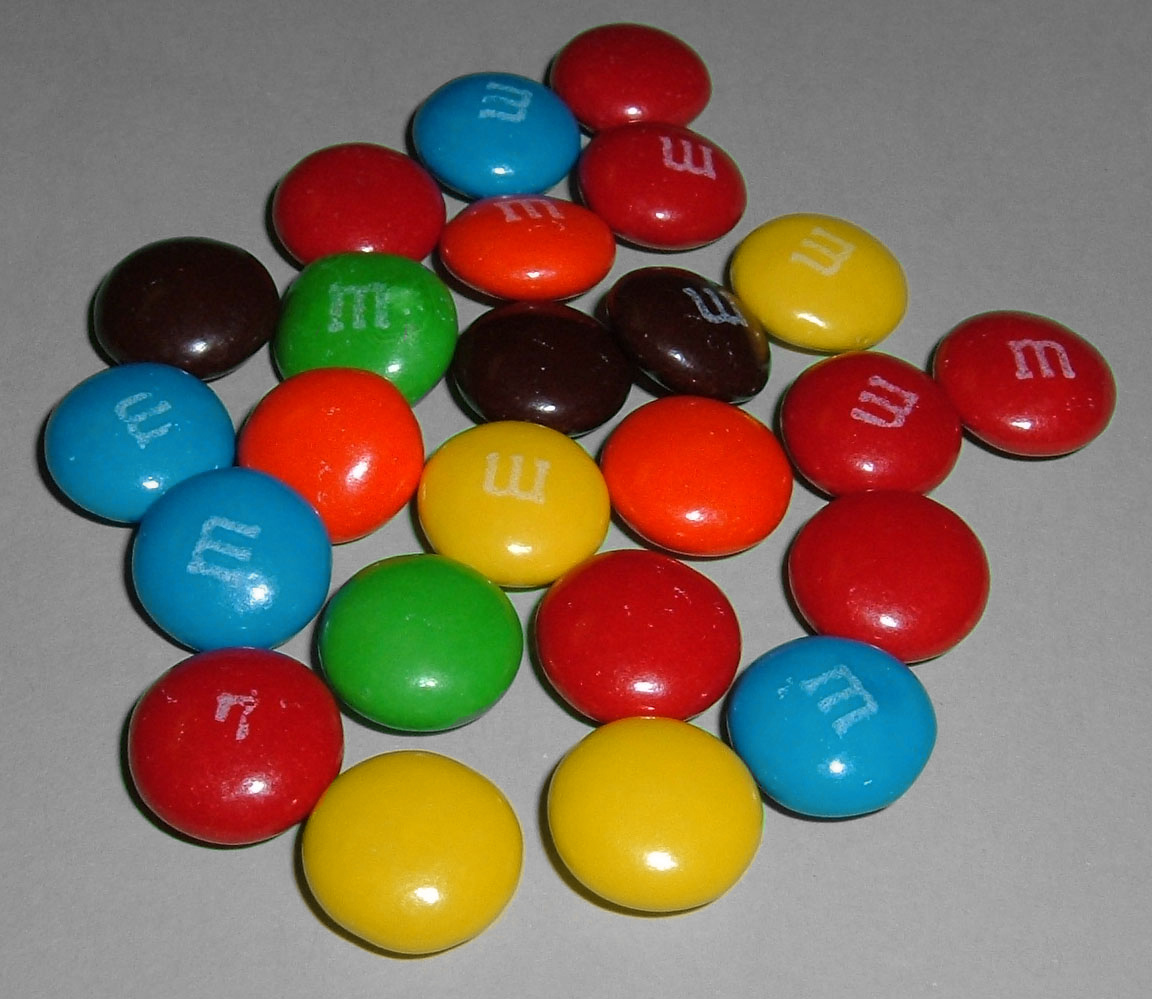
經由滾筒塗層染色的食品

滾筒塗層是一種塗層形式，適用於散裝物品的塗裝。使用此種塗層形式的目的是為了覆蓋多層的待塗覆散裝物品，並完全塗覆物體的表面。最簡單的滾筒塗覆機是可旋轉的傾斜圓筒，通常都是由不銹鋼所製成，滾筒的傾斜度能確保待塗覆物體在塗覆期間順利旋轉。然而，為了防止待塗覆物體被黏附，其內壁通常都附有肋型障礙物。在旋轉過程中，為了確保所需的曝光時間，待塗覆物體會被障礙物抬起，經過一定的旋轉後（通常在90°至120°之間），待塗覆物體會從障礙物上滾下並回到滾筒底部，約六個安裝在滾筒中心的噴嘴也會在此期間將塗層劑噴覆在待塗覆物體上。此種形式大多應用於食品塗料。